# Alaysia spiralis
Alaysia spiralis — вид багатощетинкових кільчастих червів родини Погонофори (Siboglinidae). Абісальний вид, що поширений на заході Тихого океану біля берегів Фіджі на глибині понад 2000 м.